# Digimon World 2
Digimon World 2 (デジモンワールド2 Dejimon Wārudo Tsu?) es el segundo videojuego de la franquicia Digimon World, con un estilo de juego de calabozos. En esta entrega, el jugador controla a Akira, una joven
, miembro de los Guard Tamers, cuyo deber es proteger el Digimundo de cualquier amenaza.

## Historia
Los Digimon viven pacíficamente en el Continente Directory hasta que un día los Digimon Salvajes comenzaron a atacar la Ciudad Digital. El jugador, encarnado en el joven Akira, se une a los Guard Tamers, un grupo de humanos que crían Digimon, para proteger la Ciudad y el resto del Continente. Tras escoger a qué equipo quiere pertenecer (Gold Hawk Team para los Digimon Vacuna, Blue Falcon Team para los Digimon Data y Black Swords Team para los Digimon Virus), su misión será detener a todos los Digimon Salvajes que invaden los "Dominios", unos calabozo subterráneos, hogar de los Digimon luego que un cataclismo hiciera inhabitable la superficie de este. Sin embargo, Akira pronto descubrirá un complot creado por un equipo de Tamers malignos, y las verdad acerca de aquel famoso cataclismo.

## Jugabilidad
El sistema de juego cambia radicalmente con respecto a su antecesor. En primer lugar, el jugador solo jugará con Akira dentro de las distintas ciudades del Digimundo, mientras que en los calabozos controlará a Gunner, un Digi-Beetle, una especie de tanque de guerra, que será el vehículo personalizado de Akira. A diferencia de Digimon World, el juego no se basa en la crianza de los Digimon, sino en la batalla, y en ir completando los calabozos, cada vez más difíciles.
En este juego además se pueden ir consiguiendo Digimon de manera que vayas consiguiendo más y más, después cuando llegan al tope de su incremento los puedes fusionar, de esta manera los Digimon regresaran una fase de evolución, pero conservarán los mismos ataques de los que se fusionaron para obtenerlos al subir al nivel adecuado para adquirirlos al igual que sus estadísticas mejorarán con forme se vayan fusionando más y más, otra característica es el DP, que significa Digivolve point, estos puntos son la cantidad de veces que has fusionado a un Digimon con otro, dependiendo del DP las evoluciones de los Digimon cambiarán.

## Digimon en el juego
Prácticamente todos los Digimon que aparecen en el juego son obtenibles, a excepción de los jefes finales del juego.

### Digimon Novatos
| - Agumon - ClearAgumon - Gomamon - Penguimon - Biyomon - Tentomon - ToyAgumon - Veemon - SnowAgumon - Tapirmon | - Candlemon - Crabmon - Elecmon - Floramon - Gabumon - Gotsumon - Palmon - Patamon | - DemiDevimon - Betamon - Dokunemon - Gazimon - Gizamon - Goburimon - Hagurumon - Kunemon - Mushroomon - Otamamon - SnowGoburimon - Syakomon - Tsukaimon |

### Digimon Campeones
| - Airdramon - Angemon - Birdramon - Flamedramon - Frigimon - Greymon - Garurumon - Gururumon - Hanumon - Ikkakumon - Kabuterimon - Leomon - Mojamon - Pidmon - Rukamon - Sabirdramon - Shima Unimon - Tailmon - Tortomon - Unimon - Veedramon - Yukidarumon | - Akatorimon - Centarumon - Clockmon - Coelamon - Drimogemon - Flarerizamon - Icemon - J-Mojyamon - Kiwimon - Kokatorimon - Meramon - Monochromon - Mori-Shellmon - Mud-Frigimon - Ninjamon - Nise-Drimogemon - Sand-Yanmamon - Shellmon - Starmon - Tankmon - Togemon - Tyranomon - Yanmamon - Wizardmon | - Bakemon - Cyclonemon - Darkrizamon - Dark Tyranomon - Deltamon - Devidramon - Devimon - Flymon - Gekomon - Gesomon - Guardromon - Hyougamon - Ice Devimon - Kuwagamon - Nanimon - Numemon - Octomon - Ogremon - Platinum Sukamon - Raremon - Red Veggiemon - Soulmon - Sukamon - Tuskmon - Veggiemon - Woodmon |

### Digimon Perfectos
| - Angewomon - Atlur Kabuterimon - Garudamon - Giromon - Holy Angemon - Lighdramon - Mammon - Master Tyranomon - Metal Greymon - Monzaemon - Panjamon - Were Garurumon - Whamon - Zudomon | - Blossomon - Blue Meramon - Clockmon - Skull-Meramon - Deramon - Digitamamon - Tankmon - Lillymon - Mamemon - Mega-Seadramon - Metal-Mamemon - Piximon - Pumpkinmon - Scorpiomon - Triceramon - Vermillimon | - Dagomon - Etemon - Garbamon - Gigadramon - Jureimon - Marine Devimon - Megadramon - Metal Tyranomon - Datamon - Ookuwamon - Phantomon - Skull Greymon - Tekkamon - Tonosama Gekomon - Vademon - Vamdemon - Waru Monzaemon - Waru Seadramon - X-Tyranomon - Myotismon |

### Digimon Mega
| - Hercules Kabuterimon - Holydramon - Hououmon - Imperialdramon - Jijimon - Marine Angemon - Omegamon - Ophanimon - Phoenixmon - Seraphimon - Skull Mammon - War Greymon | - Baihumon - Boltmon - Chimeramon - Gryphomon - Metal Garurumon - Metal Seadramon - Plesiomon - Prince Mamemon - Rosemon - Saber Leomon | - Diaboromon - Gran Kuwagamon - Metal Etemon - Mugendramon - Piedmon - Puppetmon - Pukumon - Venom miotismon |

### Jefes ==
Los jefes no son obtenibles en el juego.
- Chaos Greymon
- Chaos Seadramon
- Chaos Piemon
- Chaos Lord
- Neo Crimson
- Guardián Vacuna
- Guardián Data
- Guardián Virus
- GAIA
- Overlord GAIA

## Digievolucion
los Digimons Digievolucionan del nivel novato a campeón al Nivel 11, del campeón al perfeccionado al Nivel 21, y del perfeccionado al mega al Nivel 31. Un Digimon tiene la posibilidad de Digievolucionar de forma diferente dependiendo de cuántos DP (Puntos de Digievolución) posea. Un Digimon gana un DP cuando realiza una Digi-Evolución de ADN, o usando un DNA UpChip (chip que sube el ADN) y disminuirlo con un DNA DnChip (chip que baja el ADN).